# Eugen Bernoulli

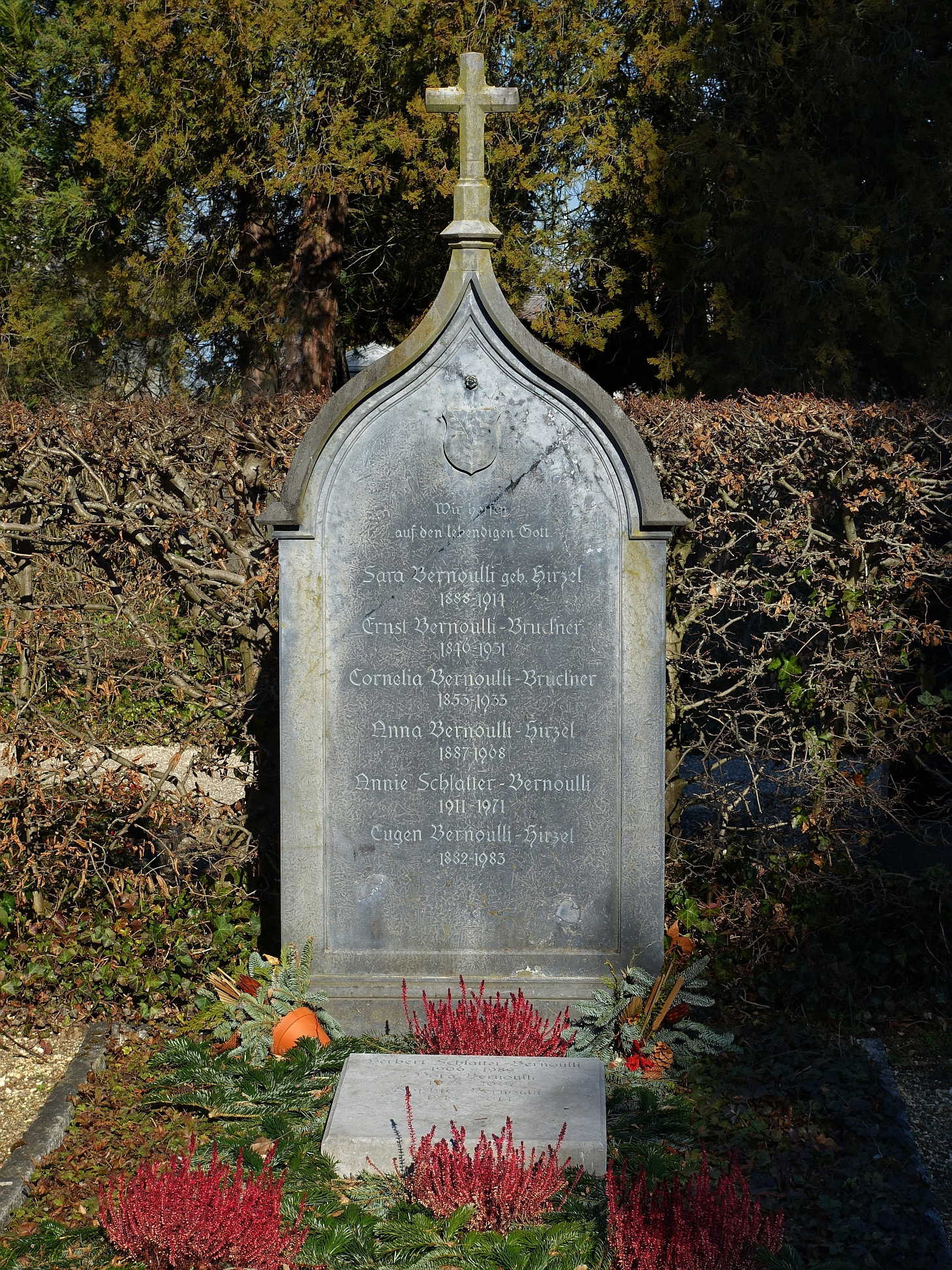
Familiengrab auf dem Friedhof Wolfgottesacker, Basel.

Eugen Bernoulli (* 31. Januar 1882 in Basel; † 25. Februar 1983 ebenda) war ein Schweizer Pharmakologe, Allgemeinmediziner sowie Hochschullehrer.

## Leben
Eugen Bernoulli, 1882 in Basel als Spross einer aus Antwerpen eingewanderten Familie geboren, legte 1900 die eidgenössische Matura in seiner Geburtsstadt ab. Anschliessend widmete er sich dem Studium der Medizin an der Universität Basel, das er 1907 mit der Promotion zum Dr. med. abschloss. Nach der Absolvierung seiner medizinischen Weiterbildung trat Emil Bernoulli 1910 die Stelle als Wissenschaftlicher Assistent bei Alfred Jaquet am Pharmakologischen Institut der Universität Basel an, 1913 erhielt er die Venia Legendi für Pharmakologie an der medizinischen Fakultät, 1914 hielt er seine Habilitationsvorlesung als Privatdozent der Medizin über das Thema: Zur Theorie der Narkose, 1951 trat er zurück. Bernoulli, der darüber hinaus eine ärztliche Praxis betrieb, starb 1983 im hohen Alter von 101 Jahren.
Bernoulli, der insbesondere als Verfasser des mehrfach aufgelegten pharmakologischen Standardwerks Uebersicht der neueren Arzneimittel hervortrat, erhielt in Anerkennung seiner wissenschaftlichen Verdienste 1966 die Ehrenmitgliedschaft der Schweizerischen Akademie der Medizinischen Wissenschaften sowie 1972 die Ehrendoktorwürde der Medizinischen Fakultät der Universität Basel.

## Publikationen
- Magen-Darmkrebs in den beiden ersten Lebensdezennien, Dissertation, S. Karger, Berlin, 1907
- Untersuchungen über die Wirkung der Bromsalze : Aus dem pharmakologischen Institut der Universität Basel, Habilitationsschrift,  F. C. W. Vogel, Leipzig, 1913
- Uebersicht der neueren Arzneimittel, Benno Schwabe & Company, Basel, 1916
- Uebersicht der neueren Arzneimittel und der gebräuchlichen Spezialitäten, 2. neubearbeitete Auflage, Benno Schwabe & Company, Basel, 1921
- Mit Julius Thomann: Übersicht der gebräuchlichen und neueren Arzneimittel für Ärzte, Apotheker und Zahnärzte, 3. neubearbeitete Auflage, Benno Schwabe & Company, Basel, 1930